# NGC 1606
NGC 1606 is een balkspiraalstelsel in het sterrenbeeld Eridanus. Het hemelobject werd op 14 januari 1849 ontdekt door Johnstone Stoney, assistent van de Ierse astronoom William Parsons.

## Synoniemen
- PGC 15443
- MCG -1-12-22
- NPM1G -05.0202